# Papagal de mare
Papagalul de mare (Fratercula arctica) sau pufin este o specie de pasăre de mare din familia Alcidae. Se reproduce în Rusia, Islanda, Irlanda, Marea Britanie, Norvegia, Groenlanda, Newfoundland și Labrador, Noua Scoție și Insulele Feroe, precum și în sud până la Maine în vest și Franța în est. Se găsește cel mai frecvent în insulele Westman, Islanda. Deși are o populație numeroasă și o arie de răspândire largă, specia a înregistrat un declin rapid, cel puțin în unele părți ale ariei sale de răspândire, ceea ce a dus la clasificarea sa ca fiind vulnerabilă de către IUCN.

## Taxonomie și etimologie
Papagalul de mare este o specie de pasăre de mare din ordinul Charadriiformes, familia Alcidae. Este singura specie din genul Fratercula care apare în Oceanul Atlantic. Alte două specii sunt cunoscute în nord-estul Pacificului, Fratercula cirrhata și Fratercula corniculata, acesta din urmă fiind cea mai apropiată rudă a papagalului de mare de Atlantic.
Denumirea generică Fratercula provine din latinescul medieval fratercula, „frate”, o referire la penajul lor alb-negru, care seamănă cu veșmintele monahale. Denumirea specifică arctica se referă la distribuția nordică a păsării, fiind derivată din grecescul ἄρκτος (arktos), „urs”, făcând referire la constelația nordică, Ursa Mare.
Cele trei subspecii general recunoscute sunt:
- Fratercula arctica arctica
- Fratercula arctica grabae
- Fratercula arctica naumanni

Singura diferență morfologică dintre cele trei subspecii este dimensiunea lor. Lungimea corpului, lungimea aripilor și mărimea ciocului cresc la latitudini mai mari.

## Descriere

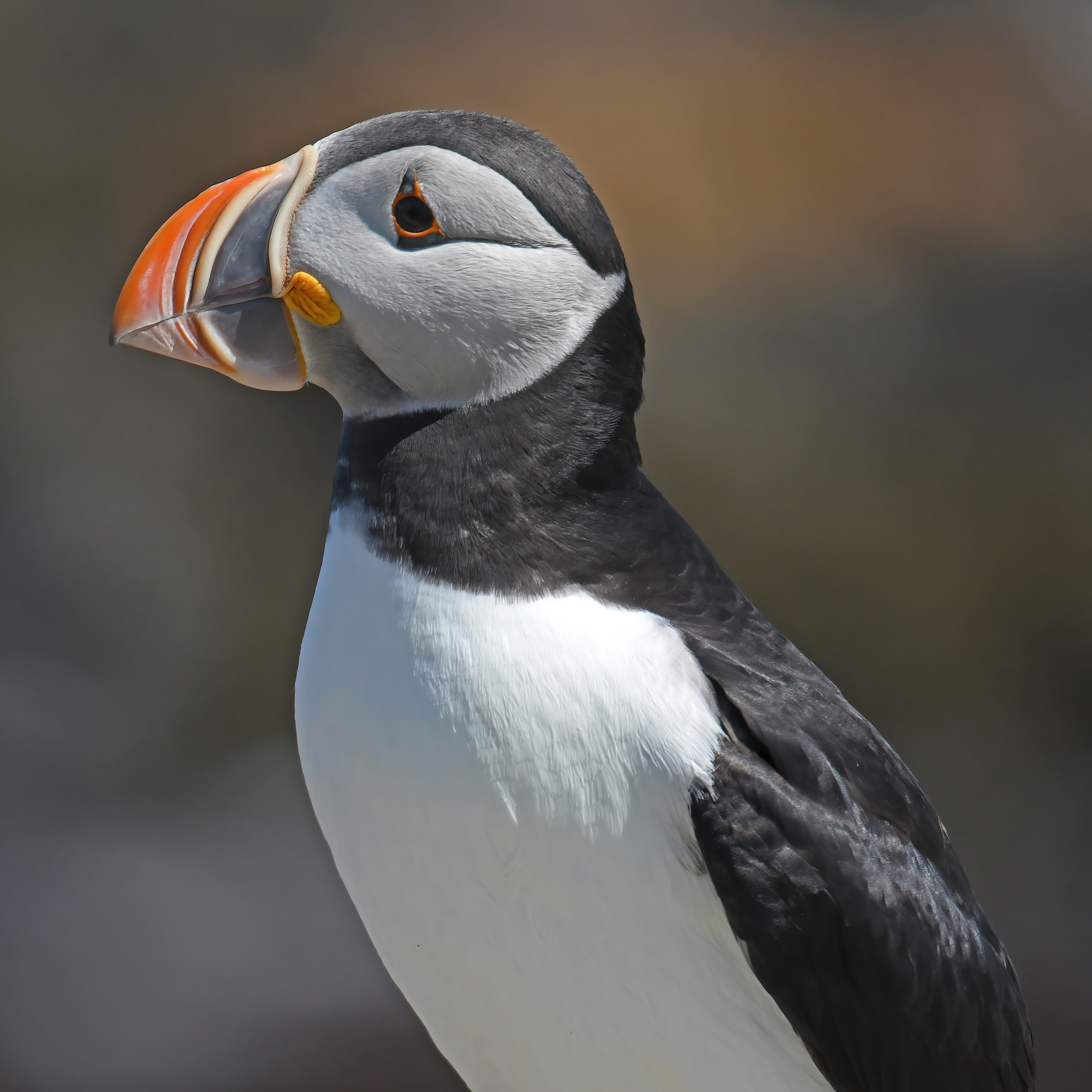
În sezonul de reproducere, adulți au ciocurile viu colorate

Papagalul de mare are o constituție robustă, cu un gât gros și aripi și coadă scurte. Are o lungime de 28-30 cm de la vârful ciocului robust până la coada cu vârf rotund. Anvergura aripilor este cuprinsă între 47 și 63 cm, iar pe uscat are o înălțime de aproximativ 20 cm. În general, masculul este puțin mai mare decât femela, dar au aceeași culoare. Fruntea, creștetul și ceafă sunt negre lucioase, la fel ca spatele, aripile și coada. În jurul gâtului se întinde un guler negru larg. Ochii par aproape triunghiulari din cauza unei zone mici, cu vârfuri, de piele cornoasă gri-albastră situată deasupra lor și a unei zone dreptunghiulare dedesubt. Irisul este maro sau albastru foarte închis, iar fiecare are un inel orbital roșu. Picioarele sunt scurte și așezate mult înapoi pe corp, ceea ce conferă păsării poziția verticală pe uscat. Picioarele și labele picioarelor sunt de un portocaliu aprins, contrastând cu ghearele negre ascuțite.
Ciocul este foarte caracteristic. Din lateral, ciocul este lat și triunghiular, dar privit de sus, este îngust. Jumătatea de lângă vârf este roșu-portocaliu, iar jumătatea de lângă cap este ardeziu. O creastă galbenă, în formă de chevron, separă cele două părți, cu o bandă galbenă, cărnoasă, la baza ciocului. La îmbinarea celor două mandibule se află o rozetă galbenă, încrețită. Proporțiile exacte ale ciocului variază în funcție de vârsta păsării. La un individ imatur, ciocul a ajuns la lungimea sa maximă, dar nu este la fel de lat ca cel al unui adult. Cu timpul, ciocul se adâncește, marginea superioară se curbează, iar la baza sa se formează o curbură. Pe măsură ce pasărea îmbătrânește, se pot forma una sau mai multe caneluri pe porțiunea roșie. Pasărea are o mușcătură puternică.
Plăcile portocalii caracteristice ale ciocului și alte caracteristici faciale se dezvoltă primăvara. La sfârșitul sezonului de împerechere, aceste învelișuri și anexe speciale sunt eliminate.

## Comportament
La fel ca multe alte păsări marine, papagalul de mare petrece cea mai mare parte a anului departe de țărm, în largul oceanului și vizitează zonele de coastă doar pentru a se reproduce. Este o pasăre sociabilă și de obicei se reproduce în colonii mari.

### Pe mare
Papagalii de mare duc o existență solitară atunci când sunt pe mare, iar această parte a vieții lor a fost puțin studiată, deoarece sarcina de a găsi chiar și o singură pasăre pe vastul ocean este formidabilă. Atunci când se află pe mare, se propulsează prin apă cu împingeri puternice ale picioarelor și ținându-se orientați în direcția vântului, chiar și atunci când se odihnesc și par să doarmă.  Își petrec mult timp în fiecare zi pregătindu-se pentru a-și menține penajul în ordine și pentru a împrăștia uleiul din glandele lor de pregătire. Penajul inferior pufos rămâne uscat și asigură izolarea termică. În comun cu alte păsări de mare, suprafața superioară este neagră, iar cea inferioară albă. Acest lucru asigură camuflajul, prădătorii aerieni fiind incapabili să localizeze păsările pe fundalul întunecat și acvatic, iar atacatorii subacvatici nu le observă deoarece se confundă cu cerul luminos de deasupra valurilor.

### Hrană

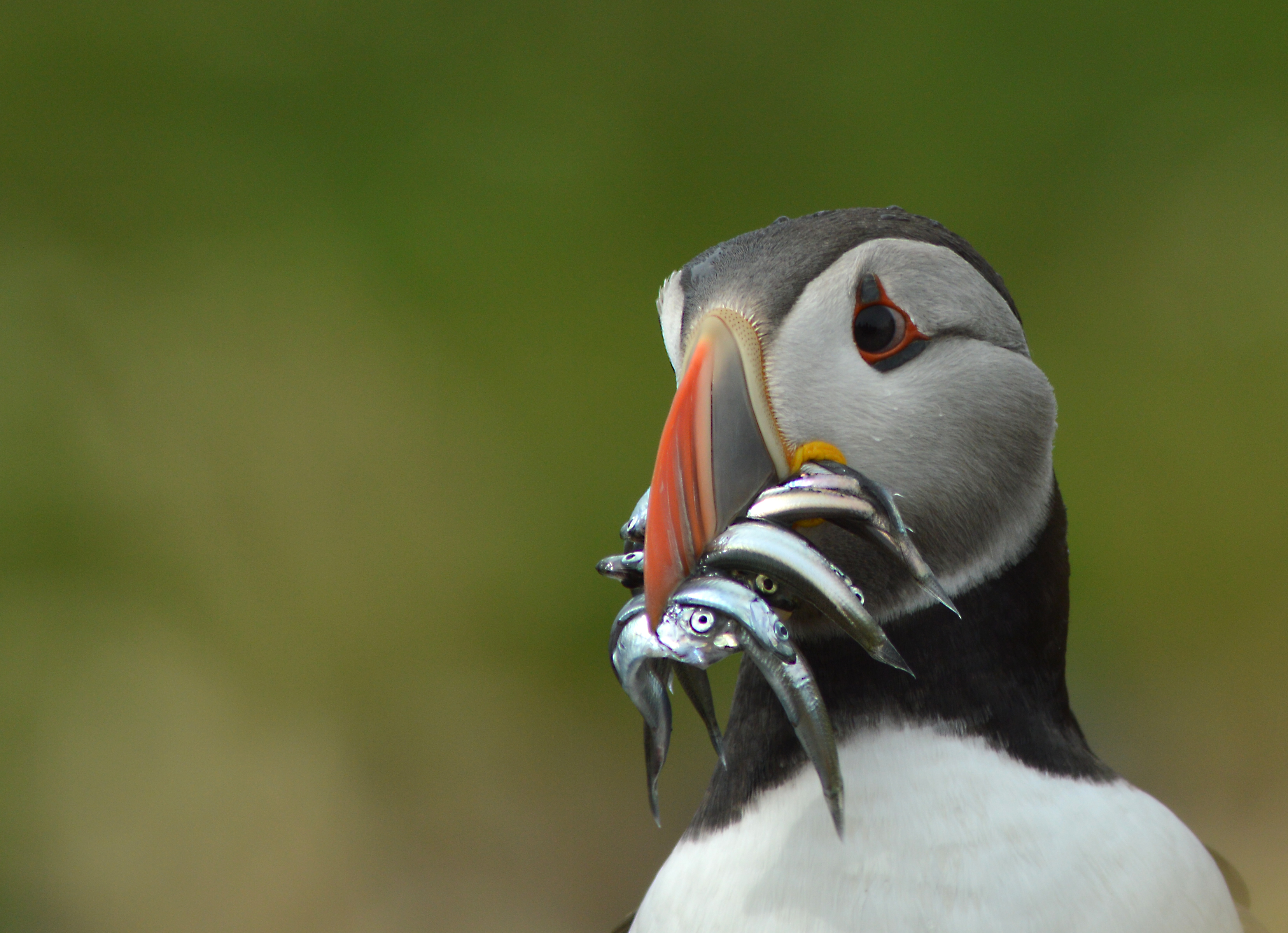
Cu anghile mici (Ammodytes tobianus)

Dieta papagalului de mare constă aproape în întregime din pește, deși examinarea conținutului stomacului său arată că mănâncă ocazional creveți, alte crustacee, moluște și viermi policheți, în special în apele de coastă. Atunci când pescuiește, papagalul înoată sub apă, folosindu-și aripile semi-extinse ca palete pentru a „zbura” prin apă, iar picioarele drept cârmă. Înoată repede și poate ajunge la adâncimi considerabile, rămânând scufundat până la un minut. Poate mânca pești lungi de până la 18 cm, dar prada sa este de obicei un pește mai mic, lung de aproximativ 7 cm. O pasăre adultă trebuie să mănânce aproximativ 40 de astfel de pești pe zi, cele mai des consumate fiind anghile mici, hering, capelin și șprot.
Poate înghiți pești mici în timp ce este scufundat, dar peștii mai mari sunt aduși la suprafață. Poate prinde mai mulți pești mici într-o singură scufundare, reținându-i pe primii în cioc cu ajutorul limbii sale canelate în timp ce îi prinde pe ceilalți. Excesul de sare pe care îl înghite este eliminat parțial prin rinichi și parțial prin excreție prin intermediul glandelor de sare specializate din nările sale.

### Reproducere

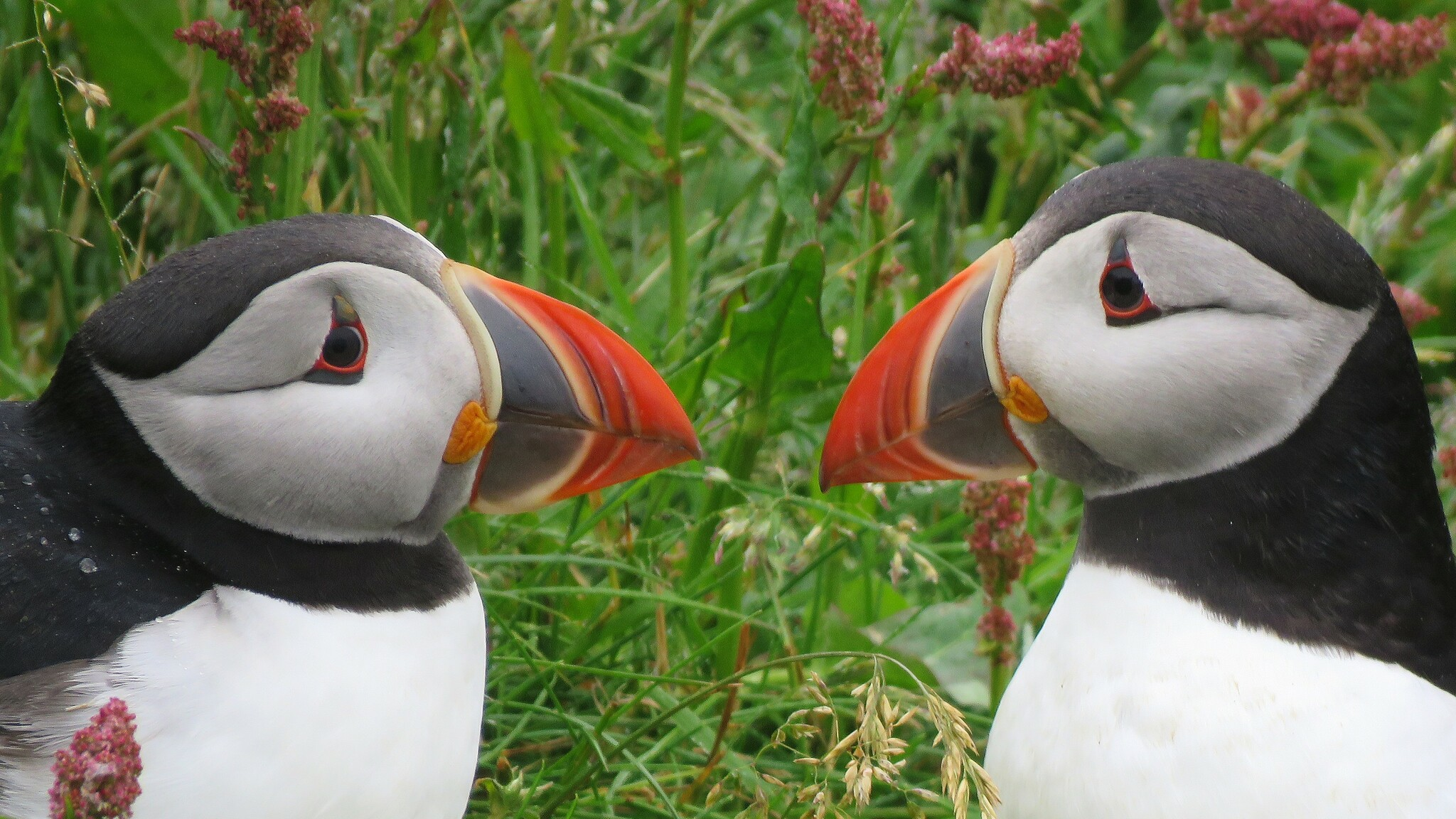
Pereche adultă în perioada de reproducere

Papagalii de mare sunt maturi sexual la vârsta de 4-5 ani. Aceștia cuibăresc în colonii, săpând vizuini pe vârfurile stâncilor acoperite cu iarbă sau reutilizând găurile existente și, ocazional, pot cuibări în crăpături și printre stânci și pietrișuri, în competiție cu alte păsări și animale pentru vizuini. Aceste păsări își pot excava propria gaură sau se pot muta într-un sistem preexistent săpat de un iepure și sunt cunoscute pentru faptul că ciugulesc și alungă ocupantul inițial. Sunt monogame (se împerechează pe viață) și acordă îngrijire biparentală puilor lor. Masculul petrece mai mult timp păzind și întreținând cuibul, în timp ce femela este mai implicată în incubare și hrănirea puiului.
Depunerea ouălor începe în aprilie în coloniile mai sudice, dar rareori are loc înainte de iunie în Groenlanda. Femela depune un singur ou alb în fiecare an, dar dacă acesta este pierdut la începutul sezonului de reproducere, poate fi produs un altul. Oul este mare în comparație cu mărimea păsării, având în medie 61 mm lungime pe 42 mm lățime și cântărind aproximativ 62 g. Carapacea albă este de obicei lipsită de marcaje, dar se acoperă curând cu noroi. Responsabilitățile de incubare sunt împărțite de ambii părinți. Părintele însărcinat cu incubarea își petrece cea mai mare parte a timpului dormind cu capul ascuns sub aripă, ieșind ocazional din tunel pentru a-și scoate praful din pene sau pentru a face un zbor scurt spre mare.
Perioada totală de incubație este de aproximativ 39-45 de zile. De la nivelul solului, prima dovadă că a avut loc clocirea este sosirea unui adult cu un cioc plin de pește. În primele zile, puiul poate fi hrănit din cioc în cioc, dar mai târziu peștii sunt pur și simplu lăsați pe marginea cuibului lângă pui, care îi înghite întregi. Puiul este acoperit cu puf negru, are ochii deschiși și poate sta în picioare imediat ce a ieșit din ou. Cântărind inițial aproximativ 42 g, crește cu 10 g pe zi. Inițial, este hrănit alternativ de un singur adult, celălalt stând la cuib, dar pe măsură ce apetitul său crește, este lăsat singur pentru perioade mai lungi.

## Galerie

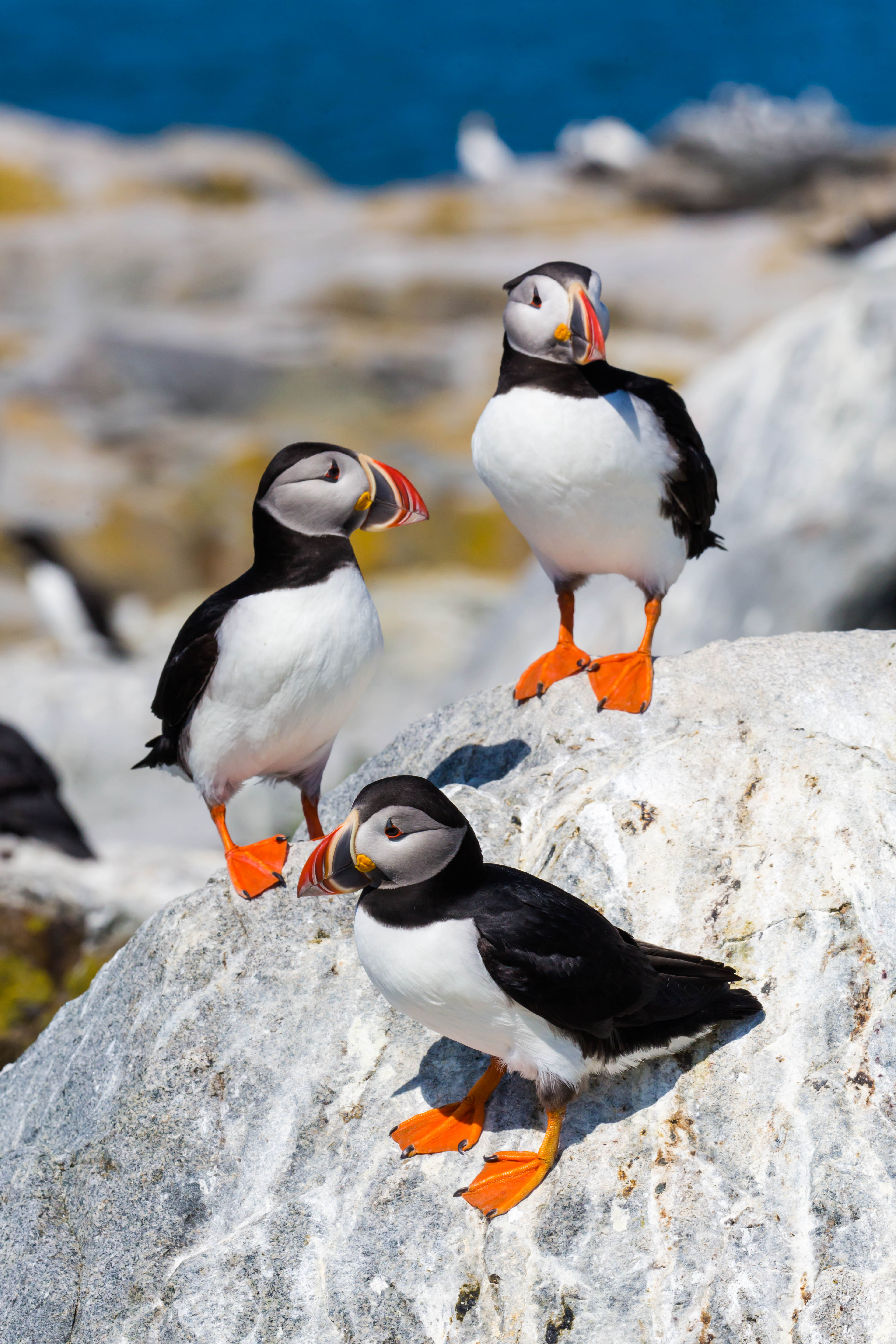
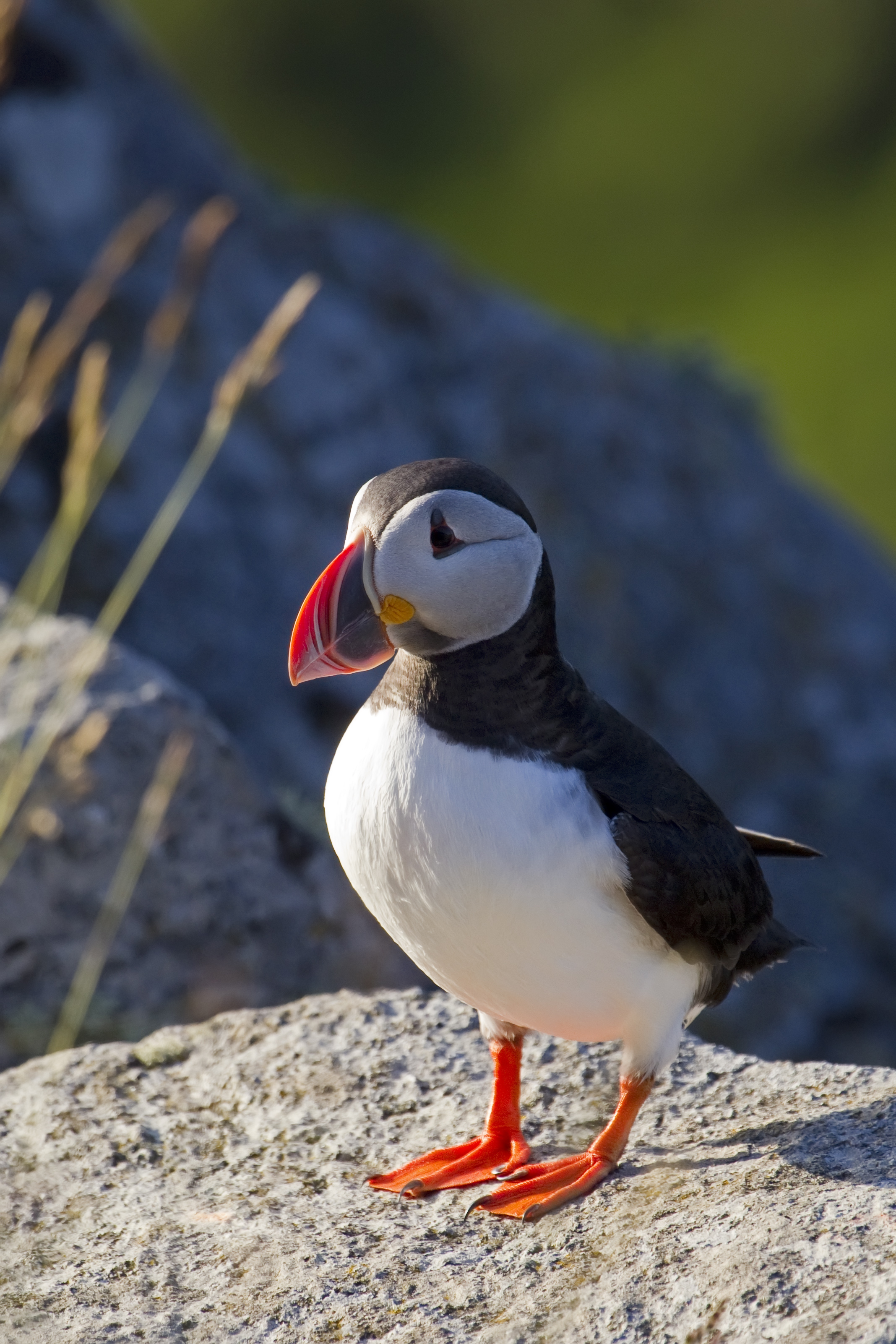
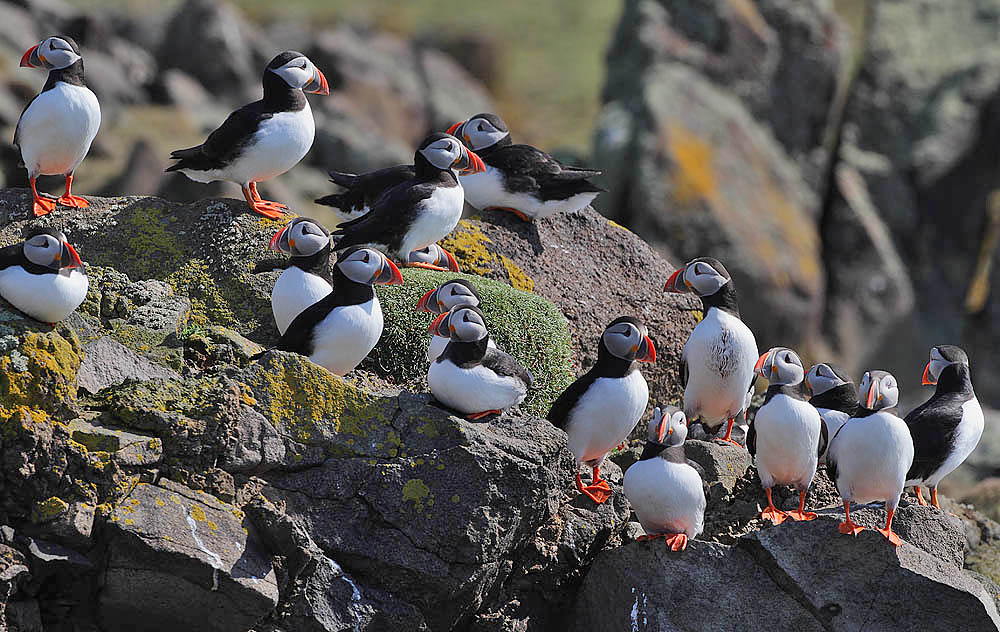
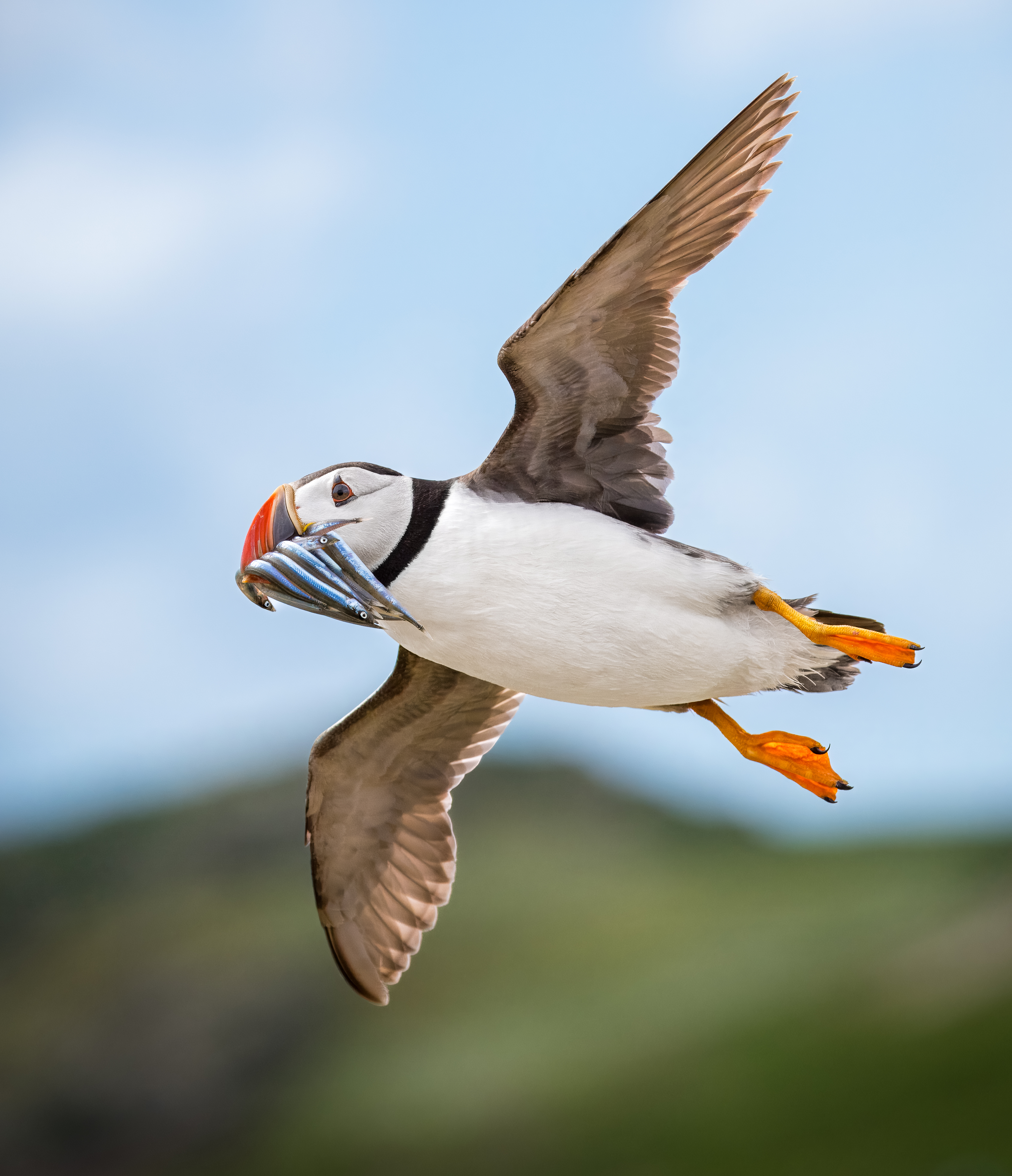
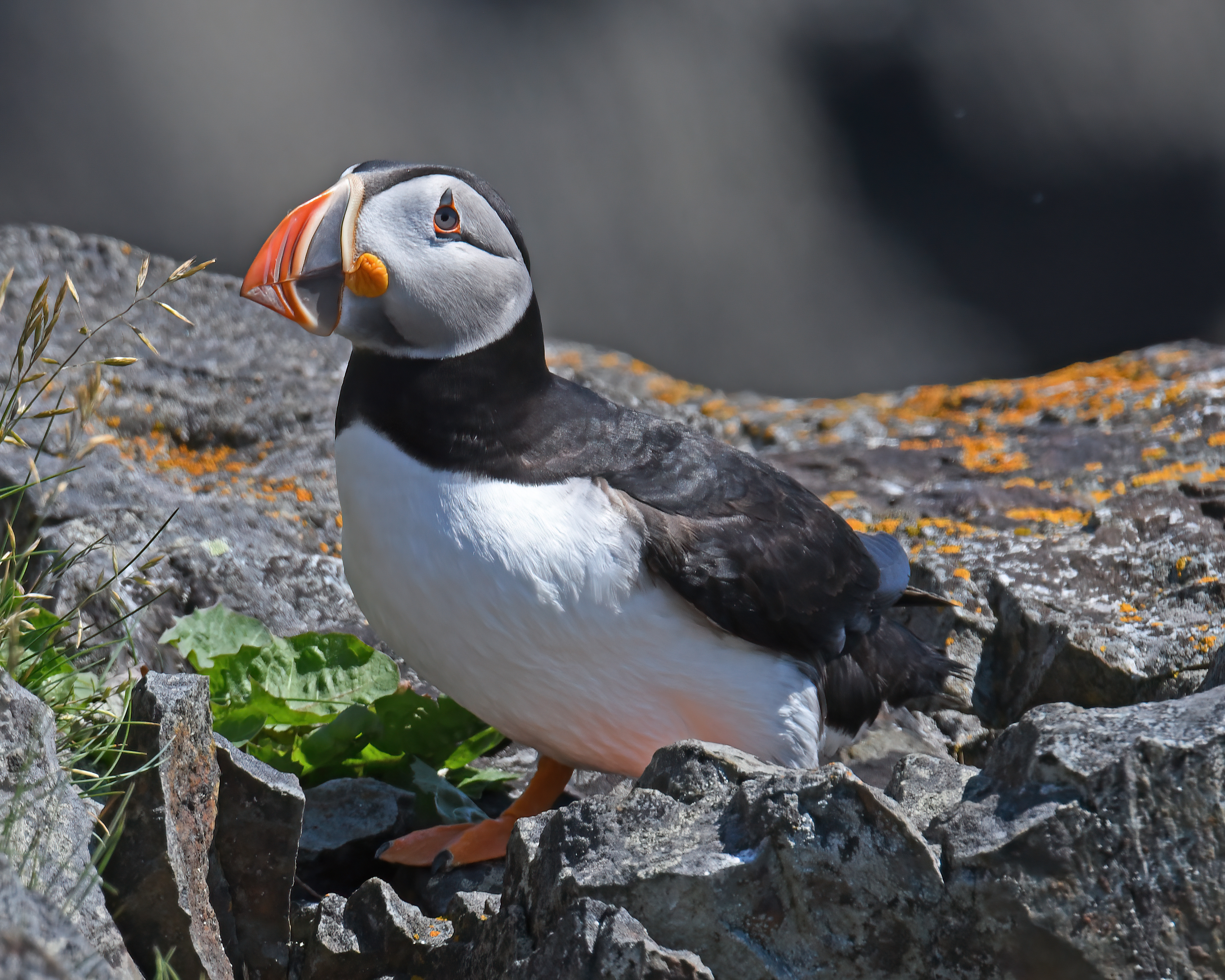
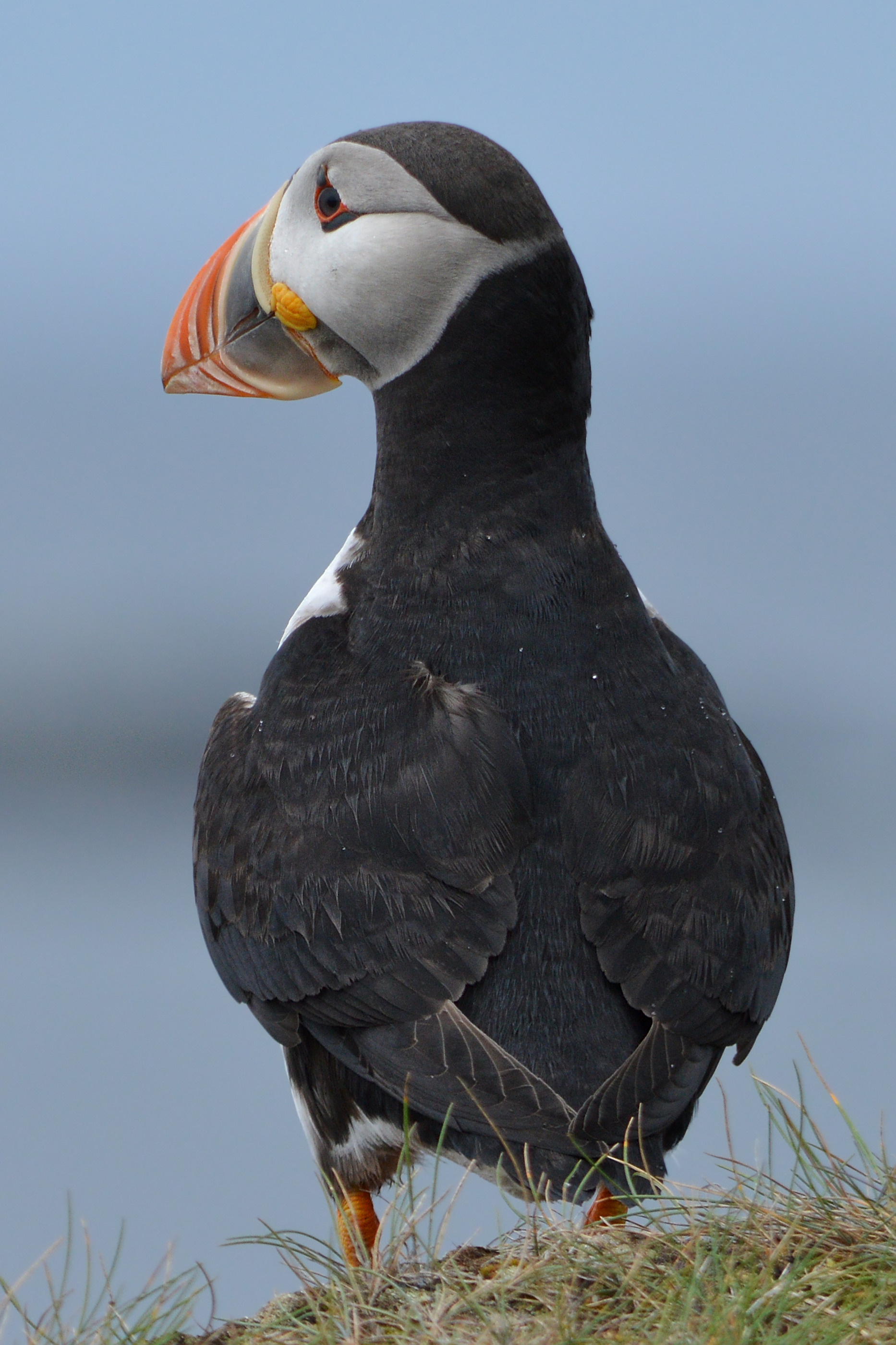
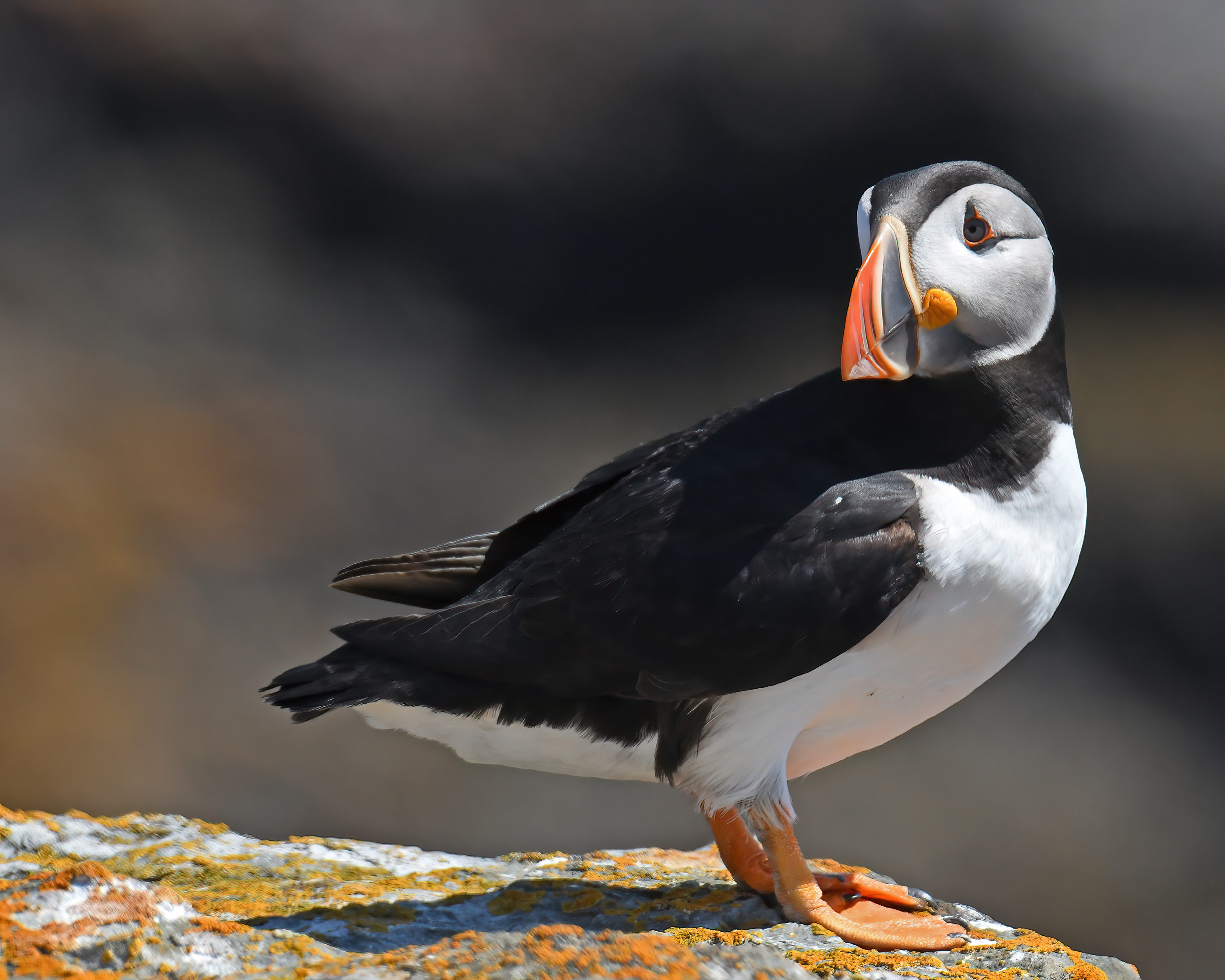
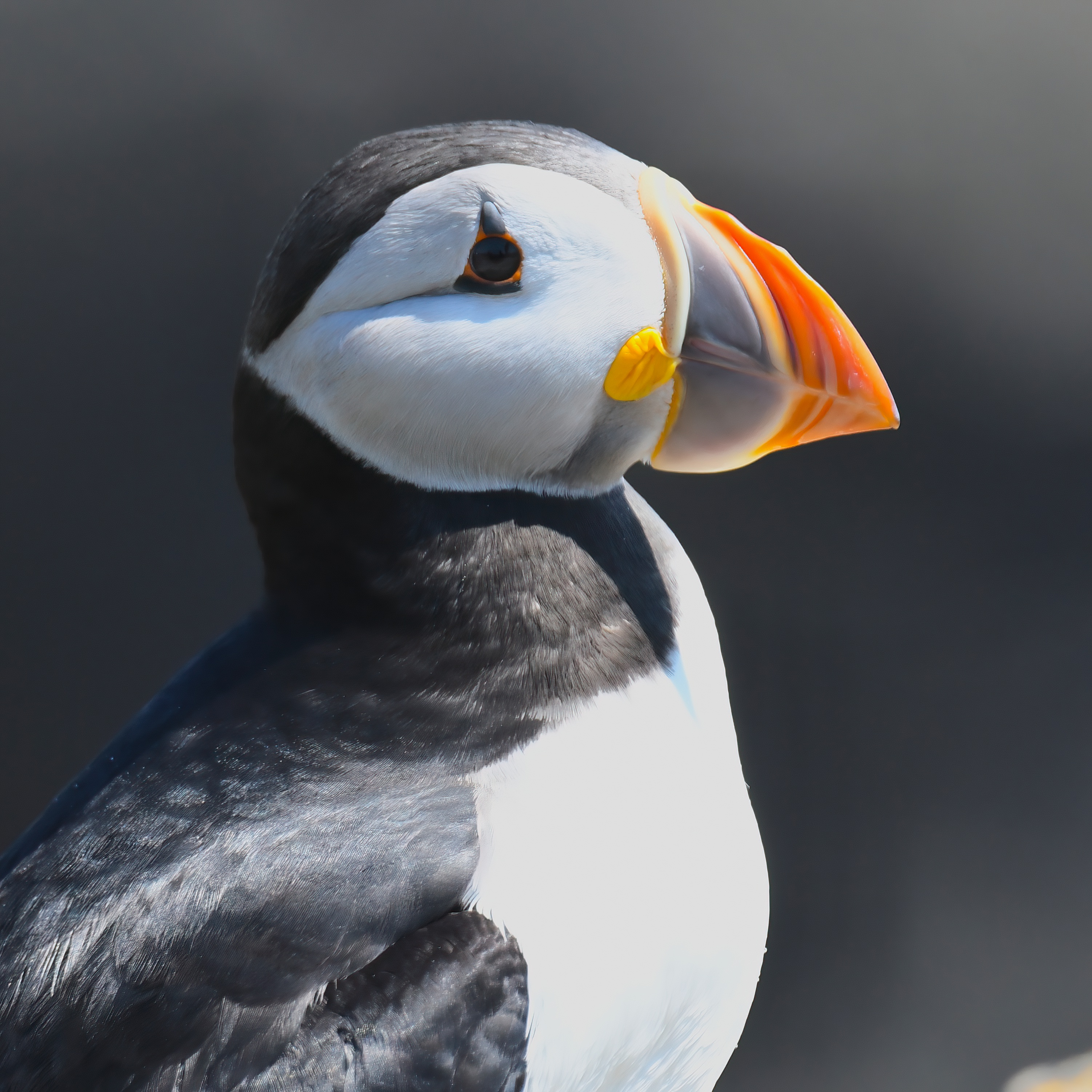
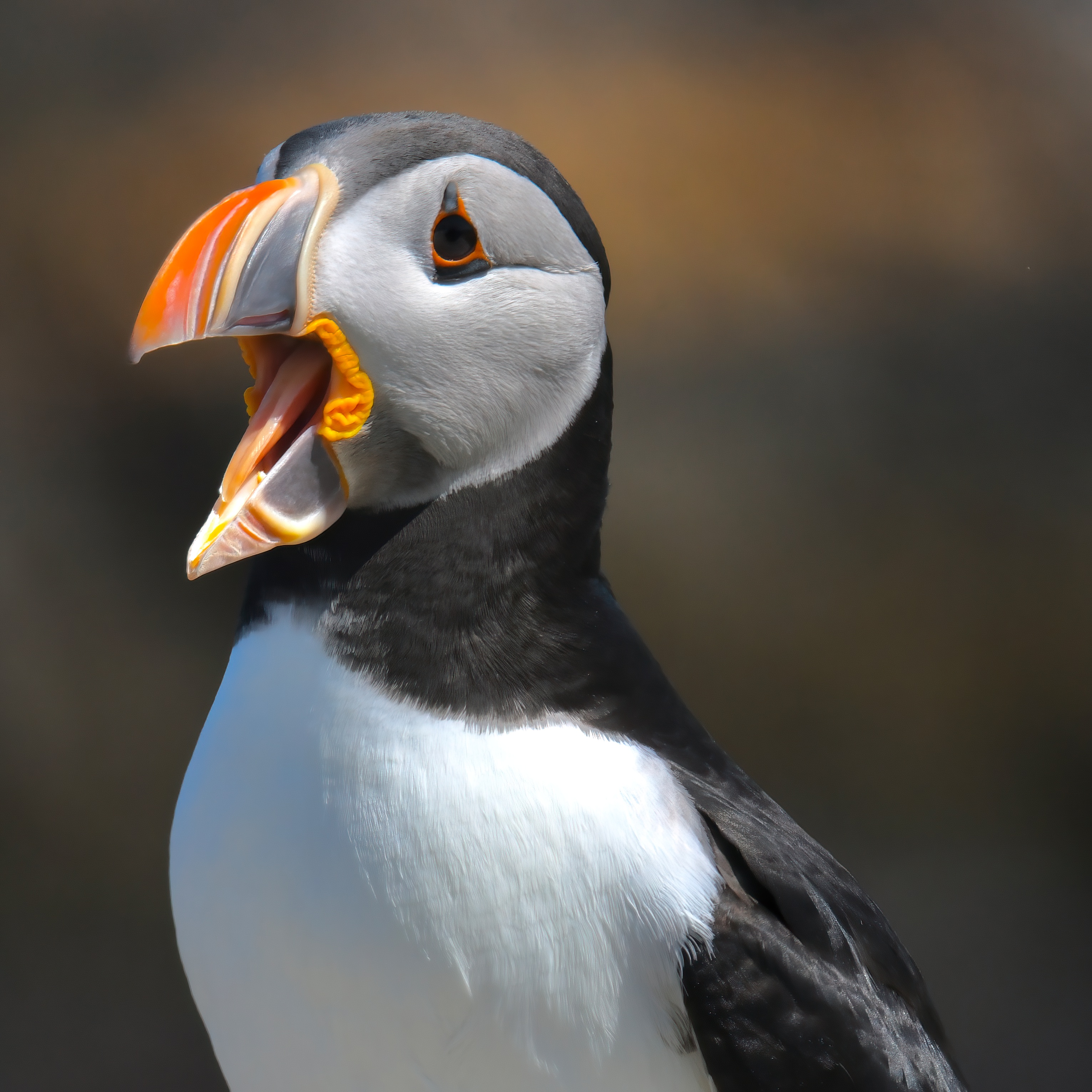
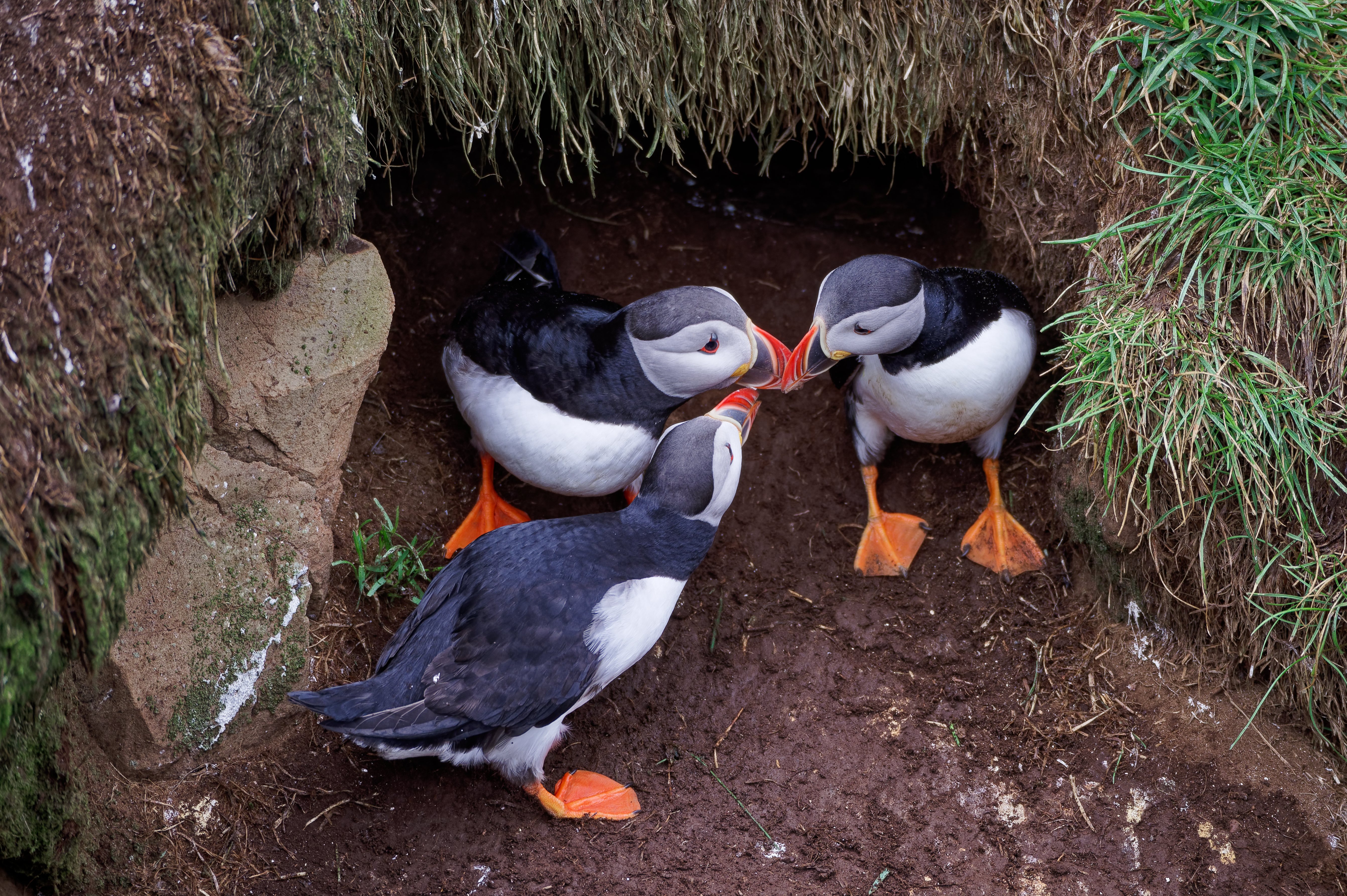